# Eduardo Henrique
Pour les articles homonymes, voir Eduardo.
Eduardo Henrique da Silva, plus communément appelé Eduardo Henrique ou Eduardo, est un footballeur brésilien né le 17 mai 1995 à Limeira. Il évolue au poste de milieu défensif à Qingdao West Coast.

## Biographie
Avec l'équipe du Brésil des moins de 20 ans, il participe au championnat sud-américain des moins de 20 ans en 2015. Lors de cette compétition organisée en Uruguay, il joue cinq matchs. Le Brésil se classe quatrième du tournoi.
Avec l'Atlético Mineiro,  il remporte le Championnat du Minas Gerais en 2015,.
En 2018, dans le cadre d'un prêt, il évolue dans le club du Belenenses SAD en première division portugaise,.
Depuis 2019, il est joueur du Sporting Portugal,.

## Palmarès
Avec l'Atlético Mineiro :
- Champion du Minas Gerais en 2015
- Vainqueur de la Coupe du Brésil en 2014
- Vainqueur de la Recopa Sudamericana en 2014